# جنگ اعاده استقلال دومینیکن
جنگ اعاده استقلال دومینیکن (انگلیسی: Dominican Restoration War) جنگی است که در جمهوری دومینیکن در سال‌های ۱۸۶۳ و ۱۸۶۵، بین استقلال‌طلبان این کشور و دولت استعمارگر اسپانیا به‌وقوع پیوست. استعمار اسپانیا این کشور را پس از استقلال به مدت ۱۷ سال مستعمره خود کرده بود. این جنگ با شکست پادشاهی اسپانیا و پیروزی استقلال‌طلبان دومینیکن به پایان رسید.

## پیشینه
ژنرال پدرو سانتانا، که در جمهوری دومینیکن قدرت داشت با بحرانی اقتصادی و تهدید حمله دیگری توسط هائیتی رو به رو شد. در مواجهه با این تهدید، سانتانا از اسپانیا خواست تا بعد از ۱۷ سال استقلال مجدداً کنترل این کشور را در دست بگیرد. ایالات متحده از یک طرف در جنگ داخلی تضعیف شده بود و از طرف دیگر به دلیل دکترین مونرو نمی‌توانست در چنین جنگ‌هایی شرکت داشته باشد. این برای اسپانیا فرصتی بود که دوباره در قاره آمریکا جای پایی پیدا کنند. در ۱۸ مارس ۱۸۶۱ دومینیکن به اسپانیا ملحق شد و سانتانا فرماندار کل سن دومینیک شد.

## جنگ استقلال
در ۱۶ اوت سال ۱۸۶۳ یک گروه به فرماندهی گریگوریو لوپرون و گریگوریو رودریگز به سانتو دومینگو پایتخت دومینیکن تهاجم شجاعانه‌ای کرد و پرچم دومینیکن را برفراز تپه کاپوتیلو که در مجاورت مرز هائیتی است به اهتزاز درآورد و به این ترتیب جنگ شروع شد
بدنبال این رویداد مردم گروه گروه به قیام پیوستند و در ۳ سپتامبر یک نیروی چریکی ۶٬۰۰۰ نفری بندر سن لوئیس و ۸۰۰ سرباز اسپانیایی در سانتیاگو را محاصره کرد و آن را در ۱۳ سپتامبر به تصرف خود درآورد. شورشیان روز بعد یک دولت جدید تشکیل دادند. رئیس این دولت خوزه آنتونیو سالسدو بود. او پدرو سانتانا که نیروهای اسپانیا را فرماندهی می‌کرد خائن نامید. سالسدو تلاش کرد تا ایالات متحده را برای کمک درگیر کند، اما این اقدام مجدداً شکست خورد.
تا مارس سال ۱۸۶۴، ۱۰۰۰ اسپانیایی توسط چریک‌ها کشته شدند. ۹۰۰۰ نفر دیگر از مجموعه نیروهای ۲۱۰۰۰ نفره اسپانیا به دلیل بیماری جان باختند. ۶۰ در مارس ۱۸۶۴ سانتانا بخاطر نافرمانی از سلسله مراتب اسپانیایی اش اخراج شد و به کوبا فرستاده شد تا محاکمه شود ولی قبل از محاکمه به‌طور ناگهانی جانش را از دست داد.

## سرانجام
گرچه بسیاری از شهرهای دومینیکن تخریب شد و در طول سال‌های جنگ کشاورزی (به غیر از تنباکو) در سراسر کشور متوقف شده بود ولی جنگ اعاده استقلال باعث شد که سطح جدیدی از غرور ملی به جمهوری دومینیکن بازگردد. پیروزی دومینیکن همچنین به ملی گرایان کوبا و پورتوریکو نشان داد که استعمار گران اسپانیایی را می‌توان شکست داد.
در جمهوری دومینیکن هر سال روز ۱۶ اوت بعنوان روز ملی و نیز روز ادای سوگند توسط رئیس‌جمهور این کشور تعطیل است و جشن گرفته می‌شود. 

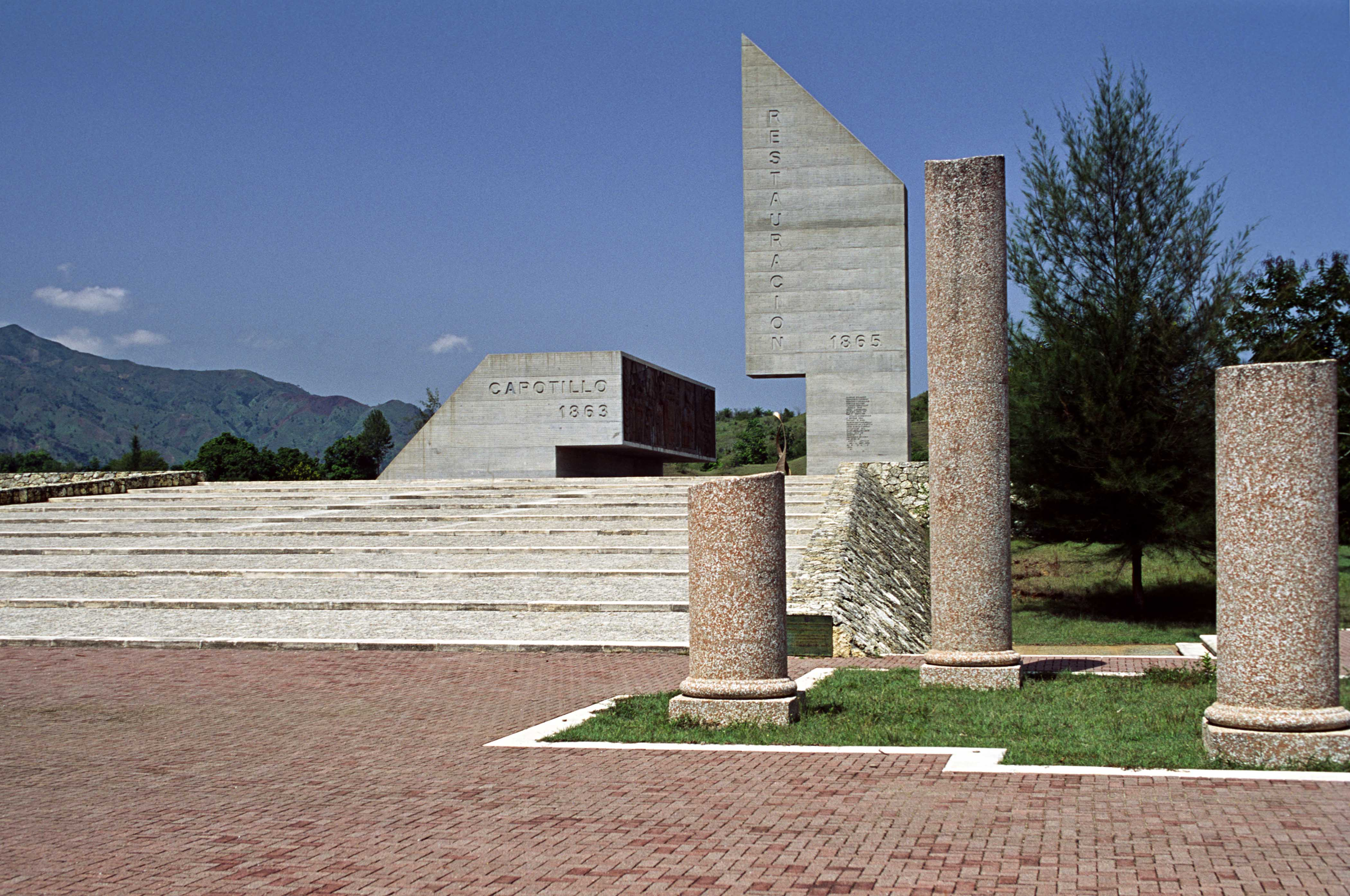
بنای یادبود جنگ دوم اعاده استقلال دومینیکن